# قصر ابن ثعلي
قصر ابن ثعلي هو قصر أثري يقع شمال محافظة الطائف بمنطقة مكة، غرب المملكة العربية السعودية. بناه الشيخ عيد بن ملفي ابن ثعلي وأخيه معتاد بن ملفي ابن ثعلي  قبل عام 1180 هـ / 1766م. يتكون المبنى من قصران رئيسان: أحدهما شرقي والآخر غربي. وقد اشتهر القصر الغربي بسبب اندثار معظم آثار الشرقي.

## موقع القصر
يقع قصر ابن ثعلي بالمحاني شمال الطائف بمسافة تقدر بـ170 كيلومتراً. تربط منطقة القصر عدة طرق، أشهرها طريق الطائف الذي يمر عشيرة والبركة والحفائر وآخر قادم من جهة جدة ويمر بعدة مناطق منها مدركة و رهاط، ويقع القصر على مقربة من درب زبيدة (طريق الحجاج) القديم.

## خلفية تاريخية
تأسس قصر ابن ثعلي على يد الشيخ عيد بن ملفي ابن ثعلي وأخيه معتاد بن ملفي ابن ثعلي في القرن الثاني عشر الهجري، وكان هذا القصر أول قاعدة للدولة السعودية في الحجاز إبان عهد الإمام سعود الكبير حيث كان الشيخ عيد ابن ثعلي أول المناصرين للدعوة السلفية وشارك الإمام في الحروب حتى اليمن وقد كان يتم حماية الحجاج مع طريق زبيدة في البركة انطلاق من قصر ابن ثعلي.
من الشخصيات المعروفة التي زارت القصر الشيخ راكان بن حثلين عام 1290 هـ
ومن هذا القصر أنطلقت أولى بيارق التوحيد بالحجاز في عهد المملكة العربية السعودية الاولى بقيادة الامير عيد ابن ثعلي وفي عهد الدوله السعودية الثالثة حسب الوثائق المعتبرة في دارة الملك عبد العزيز، حيث كان القصر مركز انطلاق بيرق الملك عبد العزيز بن عبد الرحمن الفيصل بقيادة الامير عبد الهادي ابن ثعلي وساهم في ضم مابين مكة والمدينة وجدة ، وكان هذا القصر مقر الإمارة ومركز أمني لوجود السجن بداخله في العهود السابقة وفي العهد السعودي  وفي حرب الحديدة باليمن تحت قيادة الملك فيصل بن عبد العزيز، انطلق بيرق بقيادة الامير شباب بن صويلح ابن ثعلي من القصر وشارك  مع جلالته عام 1383 هـ واستمر مقر الإمارة بالمحاني بالقصر وكان أول امير لمركز المحاني الشيخ عبد الله بن مصلح أبن ثعلي عام 1374 هـ  حتى تم نقل مركز المحاني إلى مقر جديد حيث كان القصر مركز أمني وإداري ومركز انطلاق لبيارق التوحيد السعودية.

## مكونات معمارية
يتكون قصر بن ثعلي من دورين وقد استخدم في بنائه الحجر والطين حيث تم بناء الجدران بحجر البازلت الأسود حتى ارتفاع مترين تقريباً وبعدها استكمال البناء لمدة بمداميك الطين اللبن والأسقف بنيت عوارض من جذوع النخل يرصف عليها جريد النخيل ويتم صب طبقة ثانية فوقها مما يعطي السقف القوة ومنع تسرب مياه الأمطار إلى الداخل ويحتوي القصر على عدد كبير من الغرف ويضم مسجد والسجن وأبراج من دورين ويوجد به مكان لصناعة البارود وتقدر أبعاده بحوالي 40 / 50م، ويقدر ارتفاعها بخمسة أمتار، وتعتبر الحالة الإنشائية للقصر متوسطة وقد أصابه تهدم الكثير من أجزائه نتيجة لعوامل التعرية الجوية وهجر القصر لفترة طويلة في ما لا تزال بعض الغرف والأسوار محتفظة بحالتها الجيدة، كما تبلغ مساحة الأرض المبني 2000 متر مربع.

## معرض الصور

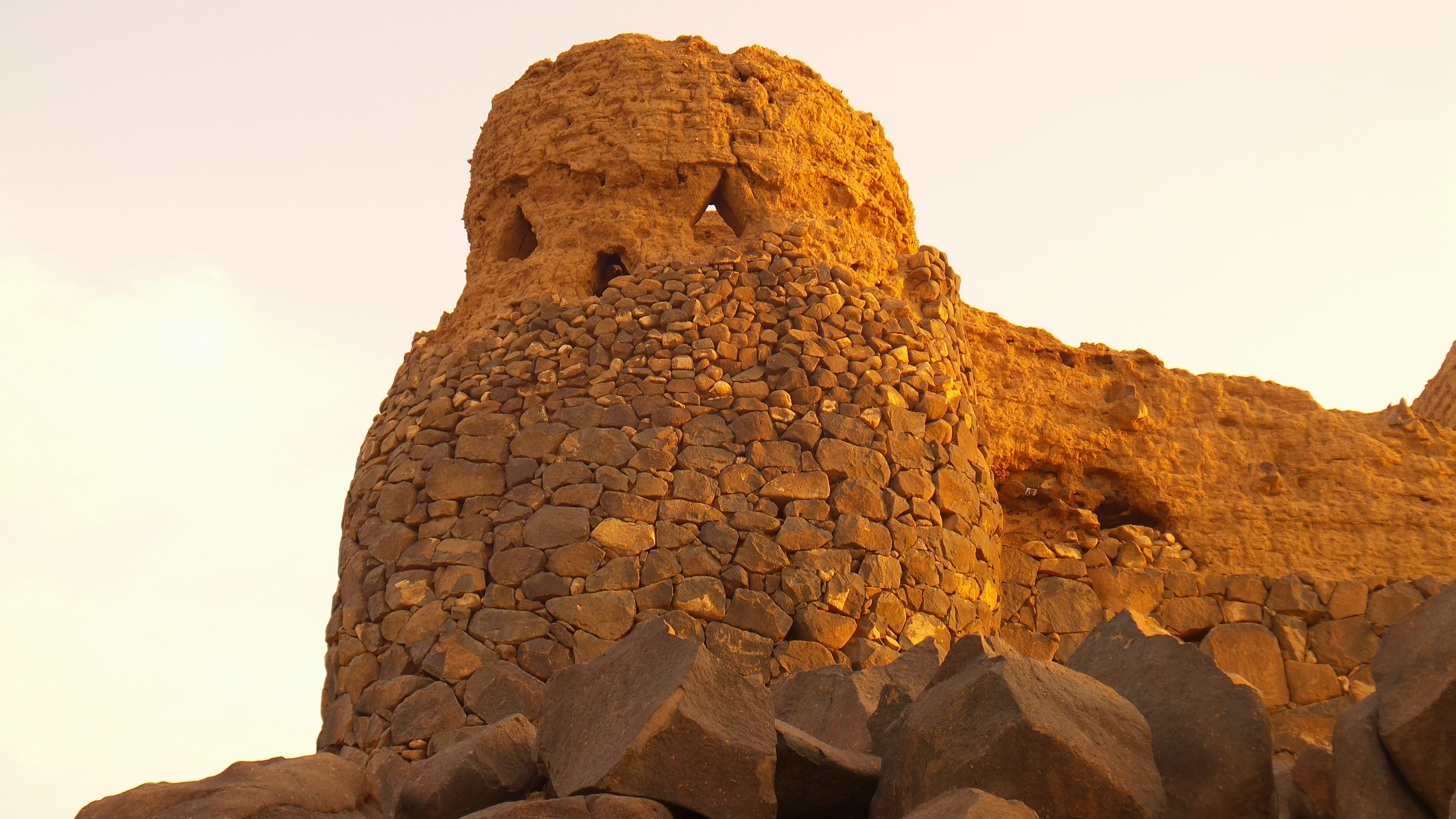
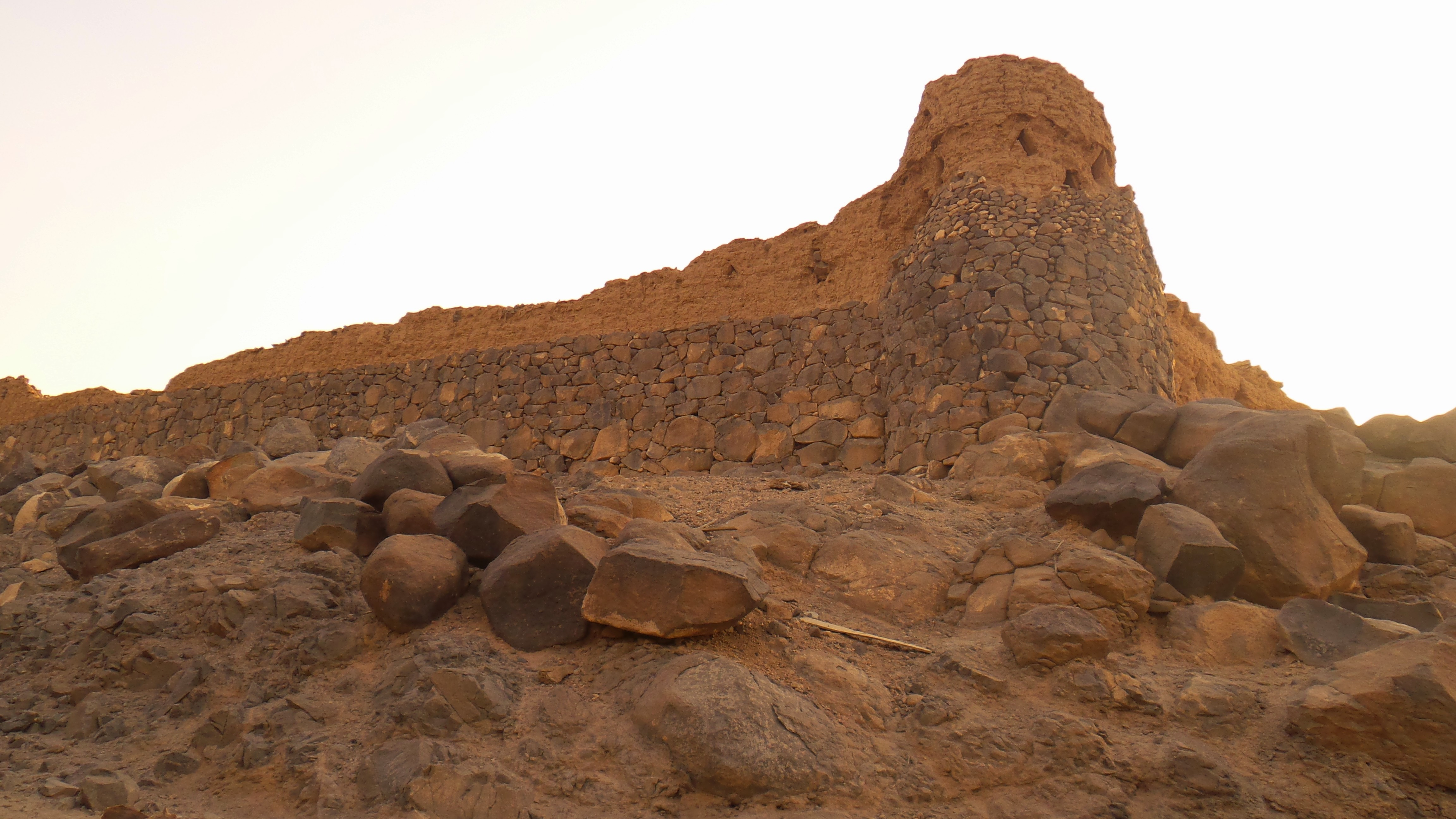
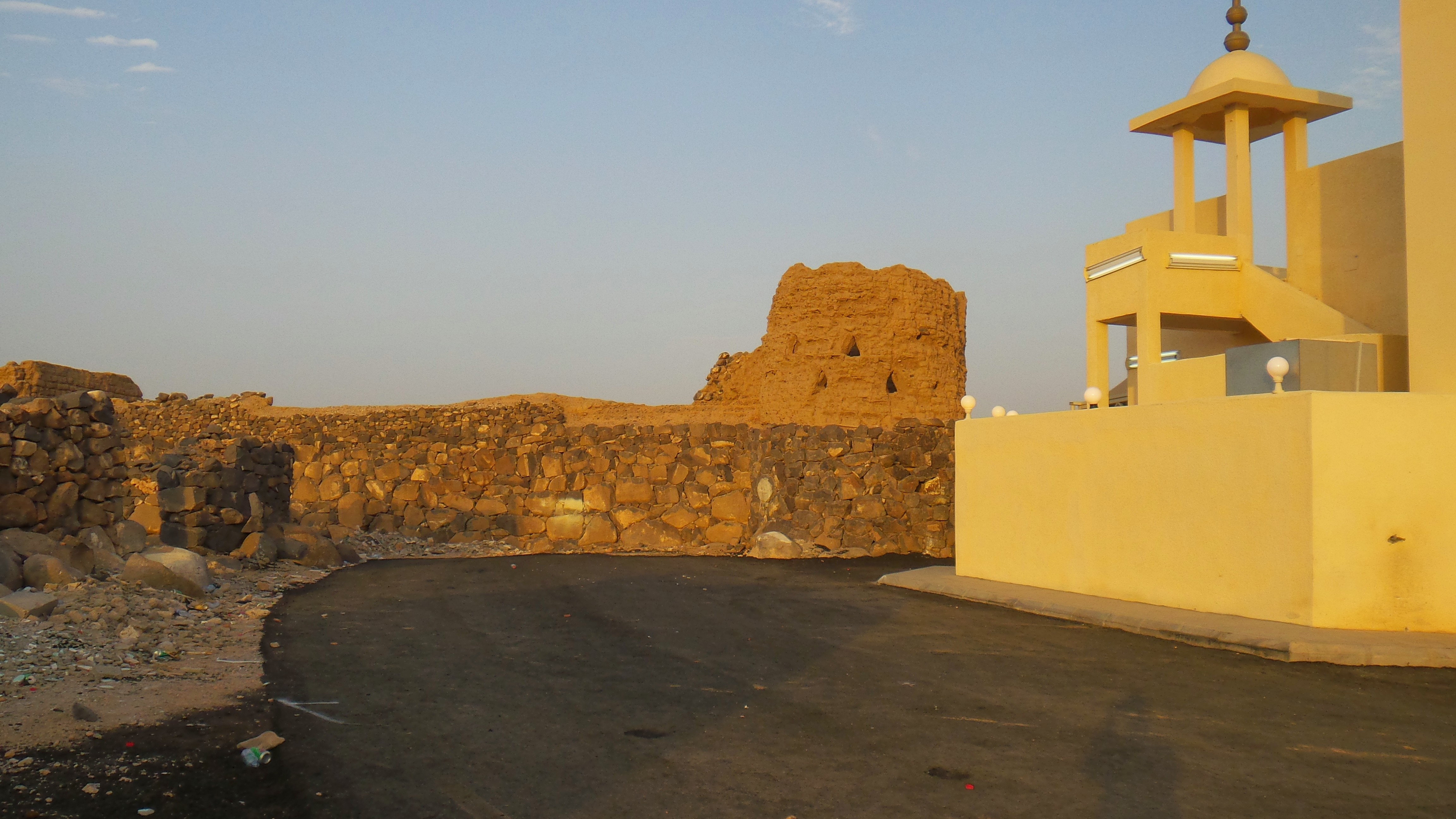
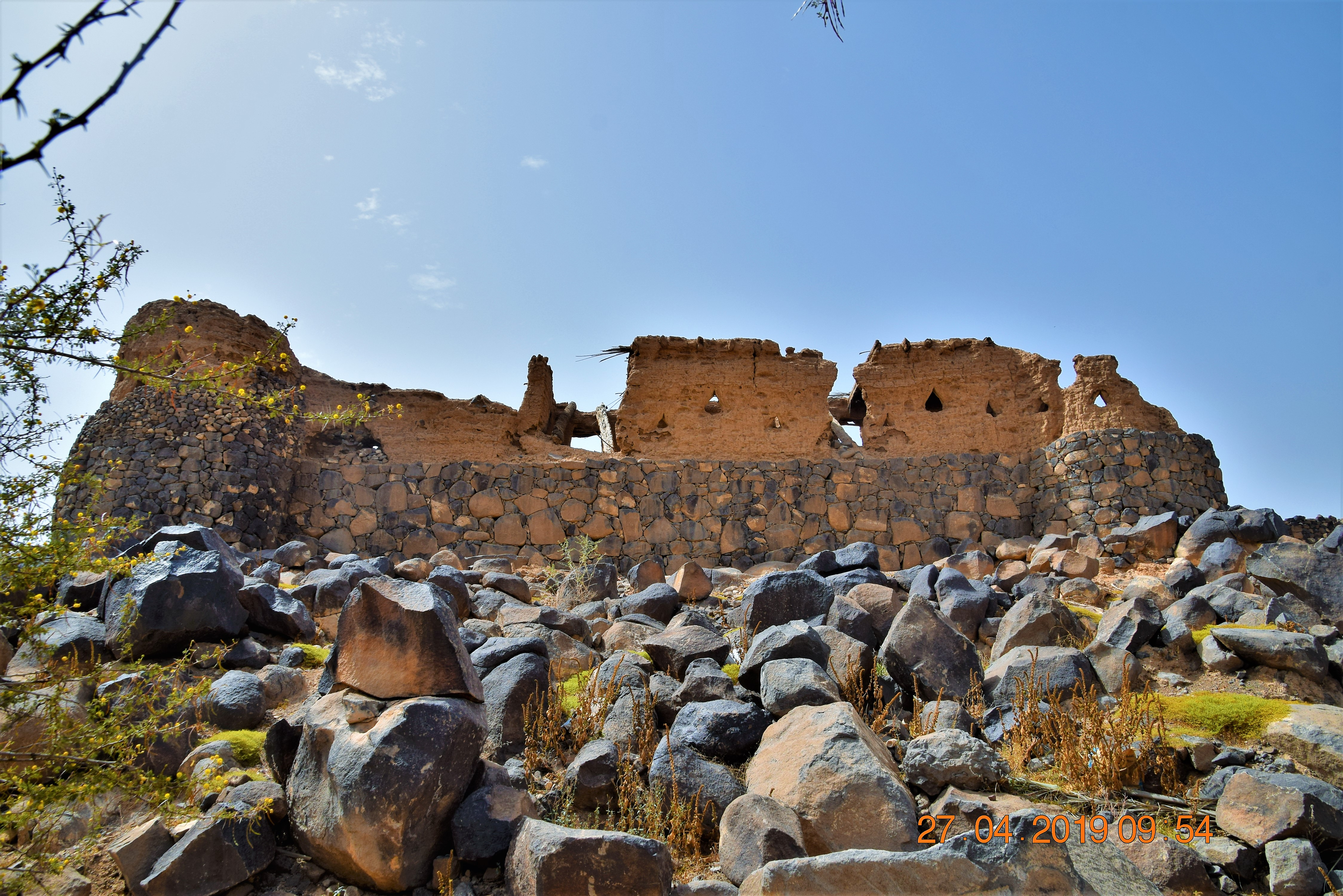